# Ключи (Пожвинское сельское поселение)
Ключи —  упразднённая в 2022 году деревня в Юсьвинском муниципальном округе Пермского края России. 

## География
Деревня расположена в восточной части Юсьвинского муниципального округа непосредственно у западной окраины поселка Пожва.

## Климат
Климат умеренно-континентальный. Средняя температура июля +17,7°С, января −15,8°С. Среднегодовое количество осадков составляет 664 мм, причем максимальное суточное количество достигает 68 мм, наибольшая высота снежного покрова 66-93 см. Средняя температура зимой (январь)- 15,8°С (абсолютный минимум — 53°С), летом (июль) + 17,7°С (абсолютный максимум + 38°С). Заморозки в воздухе заканчиваются в III декаде мая, но в отдельные годы заморозки отмечаются в конце апреля или начале июня. Осенние заморозки наступают в первой-начале второй декаде сентября. Средняя продолжительность безморозного периода 100 дней.

## История
С 2004 до 2020 года деревня входила в состав Пожвинского сельского поселения. 
Официально упразднена в июне 2022 года.

## Население
Постоянное население составляло 2 человека в 2002 году, 0 человек в 2010 году.